# 結城巳貴
結城 巳貴（ゆうき みき、1992年8月30日 - ）は、東京都出身のタレント。フーガエンターテインメント所属。身長163cm、B85・W60・H88。血液型はB型。

## 人物
- 2007年、松竹芸能の芸能人女子フットサルチーム「蹴竹G」に入団。背番号は「11」。チーム最年少。スフィアリーグ全体でもchakuchaku J.bの小杉まさみに次いで2番目に若く、中学生選手もFANTASISTAの前野るみえを含めて3人だけ。
- 2013年、松竹芸能からフーガへ移籍。
- 「ろい」という愛犬を飼っている。
- 自らの自慢点はなによりまつ毛が長いことである。
- 好きなスポーツはダンス・サッカー。
- 好きなタレントは、忍成修吾、若槻千夏、青木英李。
- 好きな歌手は、倖田來未である。

## 主な出演

### TV
- 情報プレゼンター とくダネ!
- どーも☆キニナル - 2009年3月25日 (フジテレビ) - 再現VTR

### その他
- Hana*chu→ - 読者モデル